# Kochenmühle

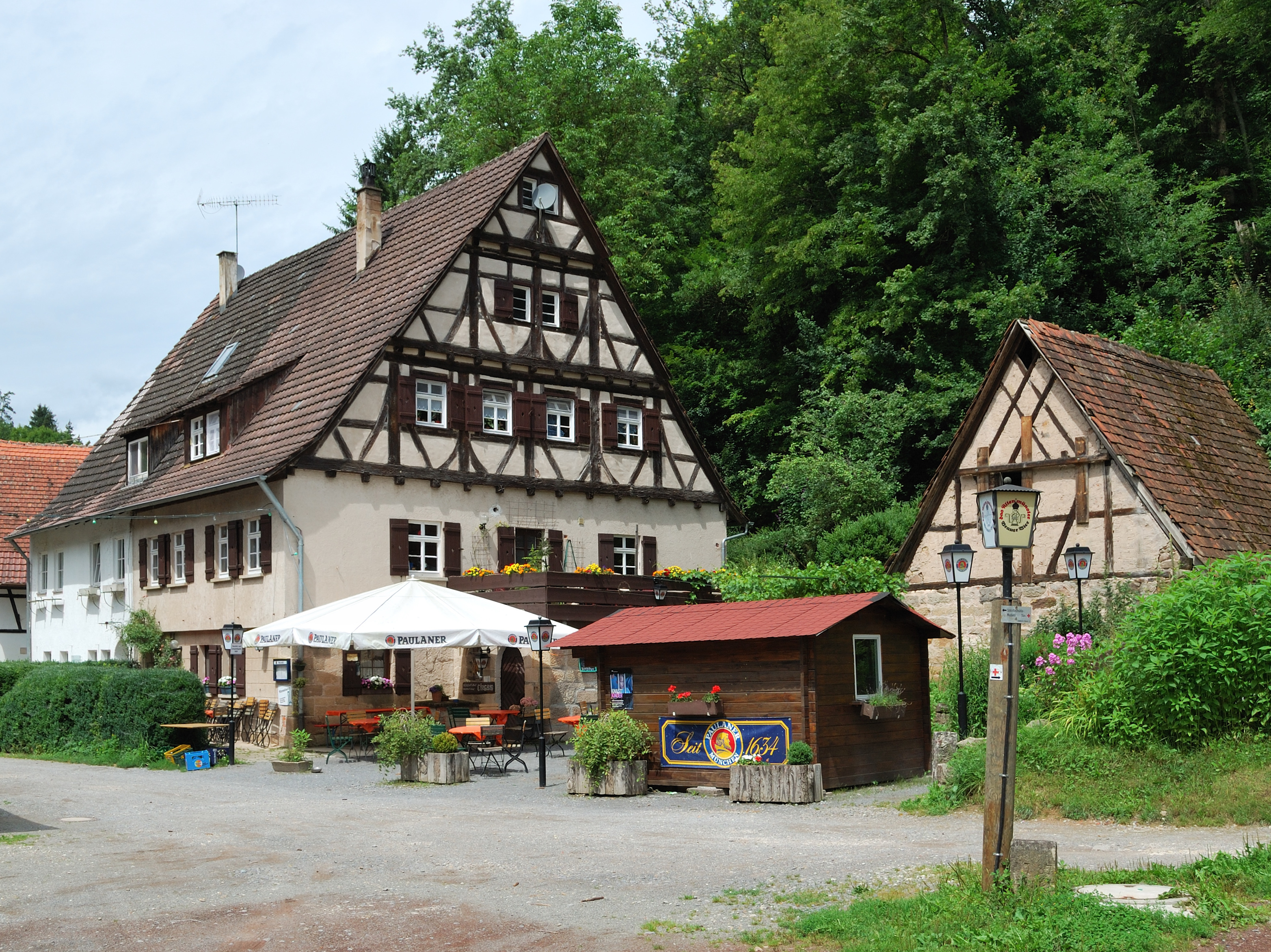
Kochenmühle

Die Kochenmühle ist die achte Mühle im Siebenmühlental und gehört zu Stetten auf den Fildern, einem Stadtteil von Leinfelden-Echterdingen. In ihr wurde bis 1931 gemahlen.

## Geschichte
Sie wurde im Jahre 1451 erstmals urkundlich erwähnt. Ihr benachbart sind drei Scheunen, ferner ein Backhaus aus dem Jahre 1551. Die Mühle wurde 1836 zweigeteilt; heute ist in dem einen Teil des Gebäudes eine Gaststätte untergebracht, im anderen ein Architekturbüro. Erst 1956 wurde die Mühle elektrifiziert. 1979 wurde das Mühlengebäude als Kulturdenkmal ausgewiesen. Früher besaß die Kochenmühle außerdem einen gleichnamigen Haltepunkt an der ehemaligen Siebenmühlentalbahn.

## Name
- 1621–1682 hieß die Mühle Janowitzer Mühle – benannt nach der Besitzerfamilie
- 1682–1720 Thumbsche Mühle – benannt nach der Besitzerfamilie
- 1720–1956 lebte dort eine Familie Koch, was den heutigen Namen der Mühle erklärt